# 香菸

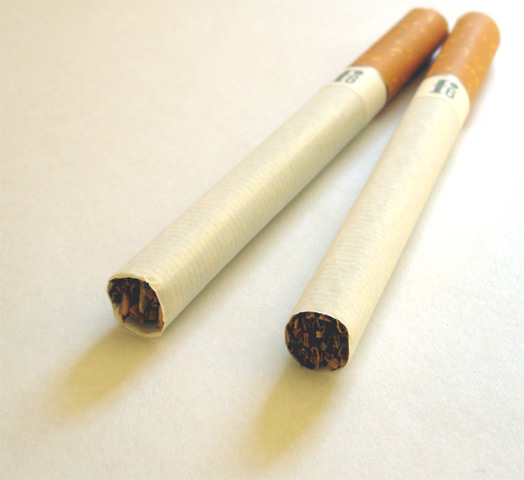
香煙

香煙（英語：cigarette），是煙草製品的一種。香烟是一种细长的圆柱体，内含可燃物质，通常是烟草，并用薄纸卷成，供吸烟使用。香烟一般指烟草香烟，但有时也用来指其它香烟，如大麻香烟或草药香烟等。製法是把煙草烤乾後切絲然後以紙捲成長約120mm，直徑10mm的圓柱形條狀，或是放到菸斗裡面，用類似於點鴉片等方式燃燒後從肺中攝取。香煙跟雪茄的主要分別在於香煙體積較小，煙草經過煉製和切碎。也可用吸大麻常見的水煙方式吸食，將其置換成煙草即可，抽紙捲草時，人們會把其中一端點燃，然後在另一端用口吸咄不完全燃燒而產生的煙霧。
烟草中的尼古丁是一种让香烟高度上瘾的精神活性物质。從尼古丁生理作用來講，香菸毒品機理算是入門級的一種，不過由於社會與經濟原因可以合法取得。香烟對人類的健康有相當嚴重的危害，許多疾病都與吸菸有直接的關聯（如癌症、心血管疾病、中風、先天性障碍、慢性阻塞性肺病等）。仅在美国，每年就有近50万人因吸烟相关的原因而死亡。吸烟者的平均寿命比不吸烟者短约10年。每年，吸烟导致全球超过800万人死亡，其中约38,000人是由于吸入二手烟而死亡的非吸烟者。这些有害影响促使了严格的立法，禁止在许多工作场所和公共场所吸烟，规范烟草的市场营销和购买年龄，并通过征税来抑制香烟的使用。
在21世纪，一种称为电子烟的产品被开发出来，电子烟不采用传统香烟的燃烧，转而通过电池供电的加热元件将其中的物质（通常是含有尼古丁的液体溶液）汽化。电子烟通常被制造商宣传为比传统香烟更安全的替代品，尽管使用它们也存在一些健康风险。由于电子烟是一种相对较新的产品，科学家尚未掌握其可能的长期健康影响的数据。

## 生產及成份

### 生产历史
早期历史见烟草和雪茄。煙卷最初在土耳其一帶流行，當地的人喜歡把煙絲用報紙捲起來吸食。在克里米亞戰爭中，英國士兵從當時的鄂圖曼帝國士兵中學會了吸食方法，之後傳播到不同地方。
- 1838年，佩皮尼昂的一位面包师让·巴尔都（Jean Bardou）将其裁剪出售的烟卷纸命名为J.B.，并在1849年申请了专利[5]:68。
- 1843年10月22日，法国政府宣布正式投入香烟的制造生产。最早的工厂位于奥赛河畔附近[5]:72。1847年[a]，英国人菲利普·莫里斯相继在剑桥和牛津建立了香烟制造厂。美国的第一家香烟制造厂于1858年建在达勒姆。
- 1853年，英国伦敦成立了「英国反烟协会」（BATS）。
- 1872年，苏里尼及杜朗器械公司（Surini et Durand）生产了法国首台香烟加工机[5]:77。1878年的世博会上展览了香烟加工机，每小时能够生产3600支香烟[b]。

### 成份
大部份的香煙成份之中並不單只有煙草。生產商通常在香煙內加入大量不同的添加劑，目的是控制煙絲的成份和品質，防腐，以及改變燃點時煙霧對吸食者所能產生的感覺。有些香煙加入了丁香，目的是令吸煙者的口及肺部出現少量痲痺症状，從而產生輕微的快感。部分低價香煙會直接加入丁香的提取精華。而菸商推出薄荷菸的目的則是降低吸菸及二手菸的嗆辣感、藉此增加吸菸率。
有些香煙的煙絲經過很多的特別處理。在煙葉最初的處理過程中，會產生大量塵狀的碎煙草。這些煙草塵會被收集然後再造成為香煙內的成份。
除了添加剂之外，煙草自身，尤其是加工粗糙的煙草，对人体伤害明显。在煙草葉被加工成香煙时，煙葉会被分开，叶片会被切碎切细。一旦煙叶被晾干加工，就会产生很多煙尘。在这个过程中，加入新的原料把它制成新的原材料（如“加工煙片”）。
加工留下来的煙叶，由于其中氮元素的含量很高，它们将不再适合做香煙，一般会被丢弃或撒在田间。加工过程会将之进行再提炼，对茎，这个过程会添加添加剂。所有香煙制造过程将尽可能的减少煙草的原料。
有些吸煙者自己使用捲煙紙包装煙草做成捲煙吸食；然而，多數吸煙者是購買製造商由機器量產的品牌香煙，通常每包装10支或20支香煙（美国、英国）或25（加拿大）。
品牌香煙通常含有醋酸纤维素或棉花濾嘴避免吸煙者直接吸入煙雾，但是濾嘴無法過濾二手菸、而吸菸者也會吸入自己製造的二手菸、因此無法降低對吸菸者的危害，有些濾嘴則會讓吸菸者吸得更深、而造成更大的危害。

### 有害物質
雖然香煙內的化學物質主要是乾煙草，但是經過化學處理又加了很多添加成份。燃點香煙的煙霧含約7000種化學物質，很多是有毒物質，引致異變物質及有數千種致癌物質；香煙所造成的危害，已經超過許多商品必須禁售、強制回收及起訴負責人的標準。菸草中的醣類在不完全燃烧後會生成焦油，焦油含有大量致癌物質。
放射性同位素是吸香煙者罹患肺癌的原因之一。香煙的钋-210無法排出身體。可進入血管而导致心肝胃等出現病變。香煙也有镭-226及铅-210。放射性同位素是由礦物肥料而來。六十至八十年代已有人發現吸煙者的體內有放射性同位素。燃點香煙的煙霧亦含亚硝胺，苯并芘等致癌物。

### 有益物質
來自澳洲拉籌伯大學分子科學研究所的安德森（Marilyn A. Anderson）博士指出，在眾多的菸草屬植物當中，花菸草的一種抗微生物防禦素（plant defensins）提取物–「NaD1」擁有藥用價值。
NaD1是一種強大的抗癌物質。它可以伸入癌細胞外層膜上的蛋白質内，撕裂其外膜結構，令癌細胞內容物流出致亡。NaD1最神奇之處是能與癌細胞受體相互結合， 且具高度專一性， 對人體細胞不會產生任何反應。

### 對健康的影響

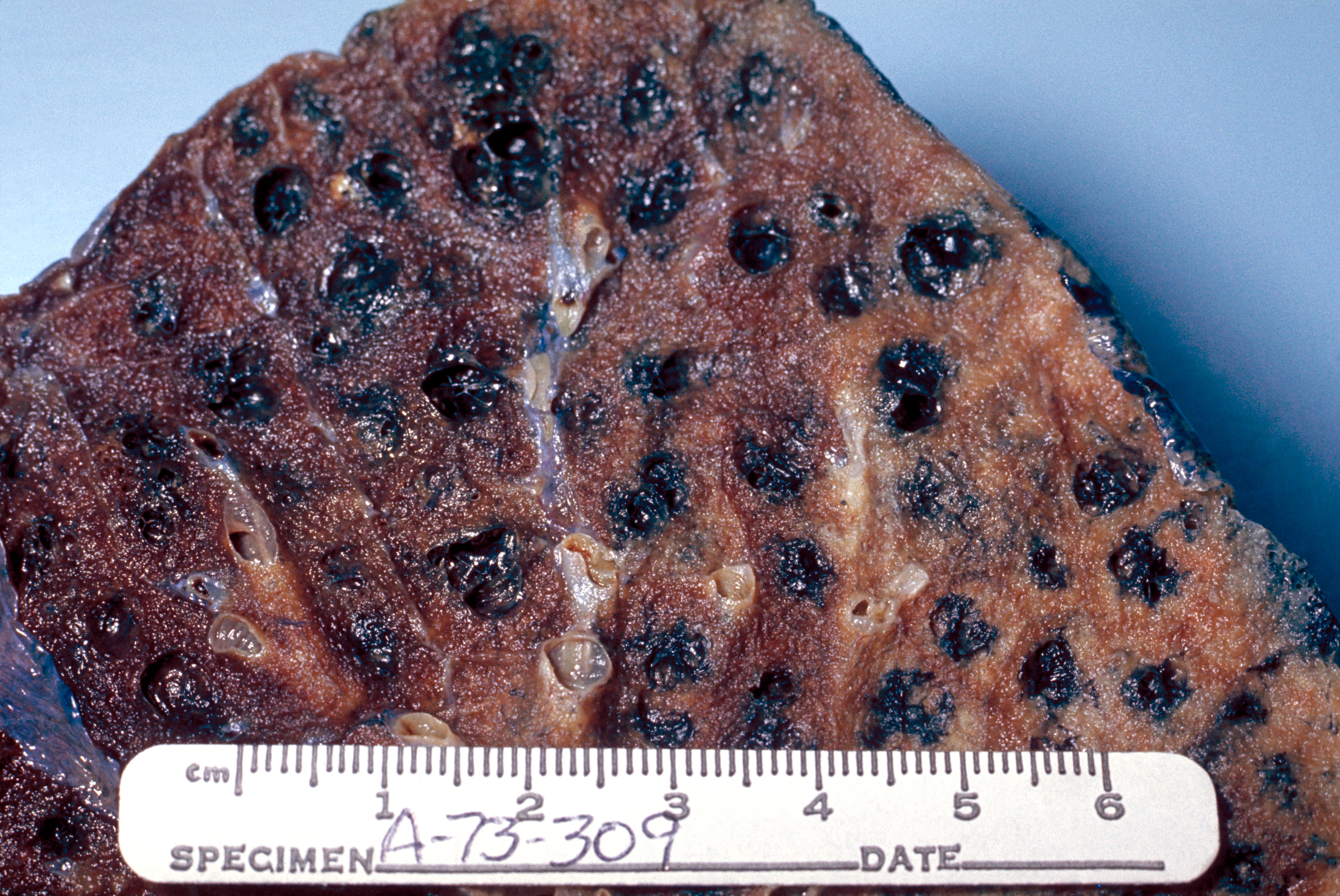
由吸菸導致的肺氣腫，伴有肺部碳沈積。

上圖可以顯示，合法毒品菸（tabacco）酒（alcohol）的傷害性及成癮性其實不低。資料來自權威醫學期刊：The Lancet，为从业专家打分平均。（縱軸是成癮性、橫軸是傷害性）

來自權威醫學期刊The Lancet的資料显示，關於常見管制、醫療用、合法毒品其傷害性及成癮性比較，包括煙、酒等娛樂用藥物。從圖中可見，香煙對身體造成的生理傷害和依賴性，和酒相當，比大麻和搖頭丸嚴重，不如古柯碱、海洛英嚴重。
在各種可預防致死原因之中，吸煙佔最大部份。吸煙大為增加肺癌的機會，而肺癌是死亡率高且治療困難的普遍的癌症，80至90%的肺癌是由吸煙引起，30%由癌症引致的死亡是出於吸煙。其他肺病像肺氣腫亦與吸煙有關。吸煙亦會使到心臟負荷加劇，增加患上心臟病的機會。懷孕時吸煙增加流產及嬰兒體重不足的可能。吸煙者看上去比不吸煙者年老，吸煙也會導致脫髮，因為香煙會使細胞吸收一氧化碳而排斥氧氣，增加皮膚的皺紋。同時由於吸煙會增加新陳代謝的速度，所以吸煙者體重會下降。
尼古丁是香煙內的主要有效成份，能刺激人體，亦會令人上癮。尼古丁能減少食慾。三分之一煙民戒煙後體重都會增加。
吸煙引致肺癌的機會隨著吸食的方法和頻率，香煙的種類而定。據統計，一個普通吸煙者得到肺癌的機會為11 至 17%，比非吸煙者高出10至20倍。吸煙時進入體內的氣體有毒及會致癌，當中包括具有放射性的氡及鐳-226。現時美國用以種植煙草的土地，大部份都因為長期使用磷肥而被放沾染。據美國在八十年代進行的某些研究，懷疑放射才是吸煙導致肺癌的主因，而不是煙內的焦油。吸煙者的骨骼內含有鉛-210及釙-210，二者都是鐳衰變的產物。　
吸菸也會提高罹患精神疾病的機會。
多年以來煙草工業發表不少關於香煙上癮及致病的研究結果。事後發現部份由煙草商贊助的研究方法並不嚴謹，出現預設傾向和結果偏差。另一方面，部分研究二手煙的研究亦出現選樣偏差、數據不足等毛病。
無論如何，現時世上很多國家和地區政府都已禁止在公共場所吸煙。在美國，很多地方政府禁止在公共場所，包括所有辦公室、以至在街道上吸煙。美國亦有越來越多的地方全面在餐廳及酒吧內禁煙。很多發達國家都已訂立法例禁止香煙廣告，煙草商贊助體育活動亦有所限制；香煙包裝上強制要加上警告字句，提醒購買者香煙可引致的健康影響。多數地方的政府亦禁止將香煙售予未成年的青少年。
在台灣，除了禁止在公共場所吸煙、禁止將香煙售予未滿20歲之人外，也在2006年開始徵收煙品健康福利捐，以期降低吸煙人口；在中國大陸，政府已在2004年4月立法於非典期間終止於車身、機場、公交、渡輪和鐵路車站展示煙草產品廣告，以捍衛公共利益。從2011年起，中國大陸開始於全部公共場所全面禁煙。香港也在1987年通過《吸煙(公眾衞生)條例》。並在2006年修訂，2007年1月1日生效。把所有公眾場所的室內場所、部分戶外場所、幼兒中心、學校、大學、專上學院、行人路、泳灘水域、沙池、公共交通工具、指定燒烤場、營地、自動扶手電梯、公共交通交匯處、街市、運動場之跑道等處被列為禁煙區。

#### 吸煙男士健康影響
吸煙會減低男士的性表現甚至不舉。
- 損害血液循環系統，令陰莖血管閉塞，導致陽痿。
- 減低荷爾蒙分泌使生殖器官的反應遲緩。
- 減少精子數目，破壞精子正常發育及活動能力，導致不育。
- 增加患上中風機會。

證據顯示男性吸煙者會：
- 增加患陽痿的機會（约八成陽痿患者是吸煙人士）
- 對治療陽痿藥物的反應減低
- 減少精子數目（比非吸煙者平均少20%）
- 精子畸形的概率較常人高出一倍
- 增加伴侶流產和胎兒畸形的概率

丈夫（或父親）的二手煙亦從多方面損害家人健康：
- 吸煙者的配偶因吸入二手煙而患肺癌的機會比一般人高出兩至三成
- 兩成的兒童患癌病個案與父親吸煙有關
- 吸煙者的子女患支氣管病的機會高出一至五成

#### 對不吸煙人士健康影響
吸煙者很容易讓吸煙者及其他人吸入二手煙。
吸煙是引致室內空氣污染的最主要原因，二手煙更可引致疾病和死亡。
二手煙可引致各種健康問題，吸煙者和非吸煙者同樣受到二手煙的傷害。
二手煙是指由燃點煙草產品所散發出的煙霧及吸煙者抽煙時噴出的煙霧。
不吸煙人士吸入煙草中的煙霧含有超過4000種的有毒化學物質和其中超過40種致癌物質。
依照研究顯示，只要聞到煙味就代表受到二手煙危害。

## 消费
每年全球煙草业生产大约5.5万亿支香煙，吸煙人数超过11亿。
| 吸煙状况参考               | 吸煙状况参考 | 吸煙状况参考 |
| -------------------------- | ------------ | ------------ |
|                            | 吸煙百分比   |              |
| 地域                       | 男           | 女           |
| 非洲                       | 29           | 4            |
| 美洲                       | 35           | 22           |
| 地中海                     | 35           | 4            |
| 欧洲                       | 46           | 26           |
| 东南亚                     | 44           | 4            |
| 西太平洋                   | 60           | 8            |
| （2000年世界卫生组织估计） |              |              |

土耳其成年人吸煙比例最高，达到总人口的67.4%。

## 销售
二战以前，许多制造商在每盒香煙里放置一张香煙卡片，但是随着战争的爆发，出于节约用纸方面的考虑，这一传统被从此放弃了。1970年4月1日，美国总统尼克松批准了《针对公众健康的煙草管理法令》，其中明文规定了在美国的电视节目中禁止播出香煙广告，该法令自次年的1月2日开始实行。然而许多煙草商在该法令生效后，从1973年冬天到1974年，生产了许多“迷你”的雪茄，打了该法令的擦边球。并且打出了"How can anything that looks so wild taste so mild? （怎么会有看起来如此狂野抽起来却如此舒心的烟？）" 的宣传口号。
2016年5月，全美50州全部禁止出售香煙给18岁以下青少年。其中阿拉巴马，阿拉斯加和犹他三个州把该年龄定在了19岁，其他一些州，例如新泽西州和加利福尼亚州计划将该年龄提升到19岁，甚至21岁。而在麻省虽然出售香煙于青少年属于违法行为，但法律并不禁止青少年的父母或其监护人提供煙草给青少年。
类似的法律存在于很多国家和地區，例如加拿大和澳大利亚。除了魁北克的禁煙年龄为18岁以外，全加和全澳都将19岁定为标准。然而加拿大只是禁止销售煙草于青少年，并不禁止他们吸食。英国和香港的法律规定禁止将煙草出售给18岁以下人士，但并不禁止他们购买，所以这一法令只针对零售商。

### 台灣

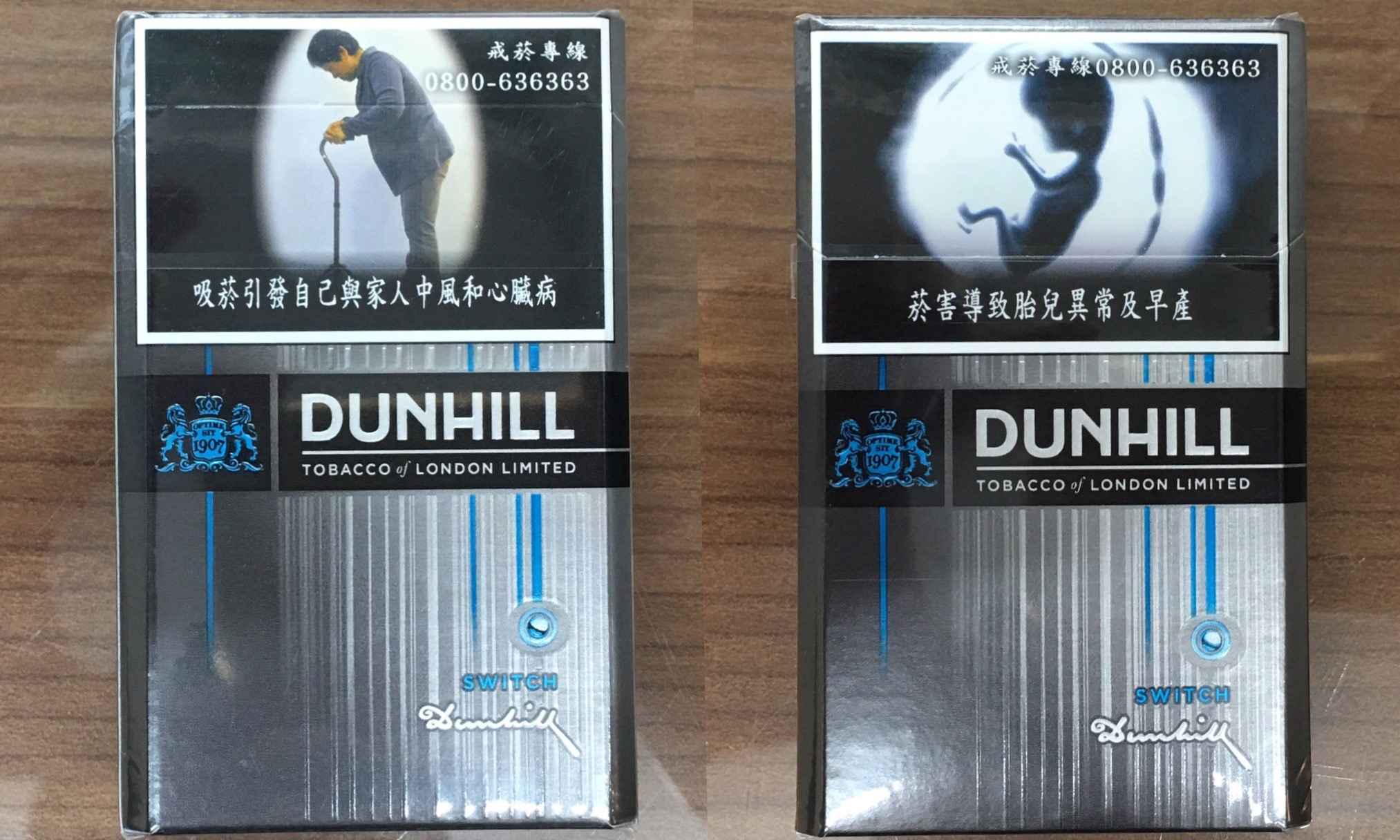
在臺灣的登喜路香菸正反面警示圖

依菸酒稅法第7條、第22條及菸害防制法第4條，徵收菸酒稅與菸品健康福利捐。
| 菸品種類 | 菸酒稅                  | 菸品健康福利捐        |
| -------- | ----------------------- | --------------------- |
| 紙菸     | 每千支徵收新臺幣1,590元 | 每千支徵收新臺幣1千元 |
| 菸絲     | 每公斤徵收新臺幣1,590元 | 每公斤徵收新臺幣1千元 |
| 雪茄     | 每公斤徵收新臺幣1,590元 | 每公斤徵收新臺幣1千元 |
| 其他菸品 | 每公斤徵收新臺幣1,590元 | 每公斤徵收新臺幣1千元 |

### 网上销售
如今，香煙的销售和购买在越来越多的国家地区都受到大量的限制。在北美和欧洲地区，由于高昂的税收导致香煙的价格一路飙涨，导致了煙草产品在因特网上大量出售，从而避免高额的税收和对购买者年龄的限制。
Ebay和一些北美的C2C网站在2003年左右开始禁止网络上的煙草制品的销售。其主要原因是：
- C2C销售模式逃避了税收。
- 网站无法确定购买者的年纪，在许多地区这是违反当地法律的。

## 華人与香菸

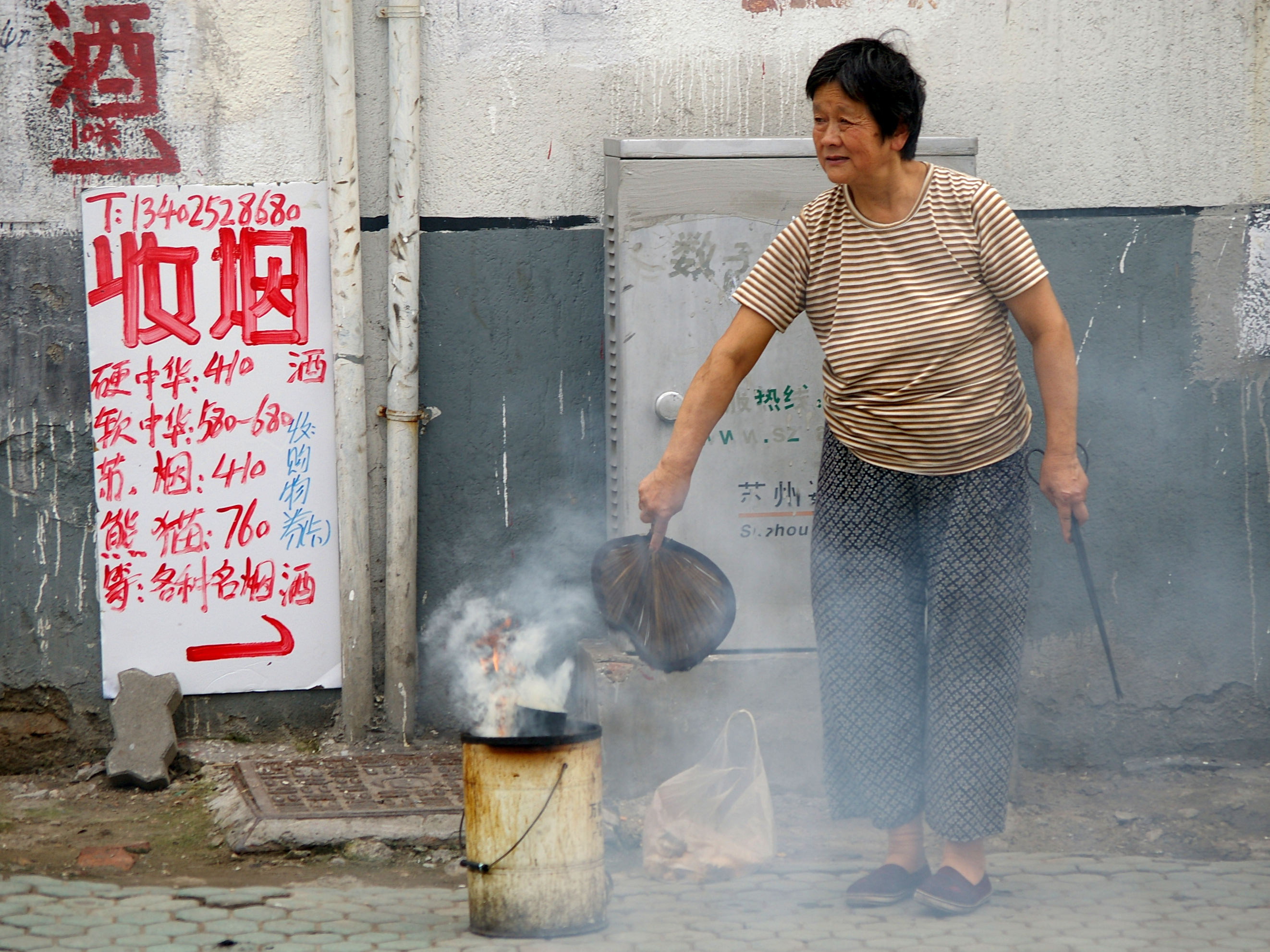
2009年苏州街头收购名牌香烟、酒水的广告。香烟是中国大陆礼品回收行业最为常见的流动品。有中国社会普遍使用高档香烟为礼品的背景

菸草自明朝末年傳入中國。明清文獻中有「淡巴菰」、「淡巴菇」、「擔不歸」及「相思草」等稱謂，朱履中於嘉庆二年（1797年）刊刻了《淡巴菰百咏》一书。
中国目前已成为世界第一大香菸消费国，菸民总数占世界的三分之一，而且吸菸年龄正在朝低龄化发展。但由于考虑到目前菸草税收占中國政府财政收入的近10%，并且解决了大量中國人口的就业问题，以及在中国禁煙后外国菸葉产品可能进入的问题，所以还未实质性采取禁煙。2010年《新闻晨报》在上海进行的采访报道指出，在社会普遍使用高档香烟为礼物、接待客人的风气下，每年12月成为高档香烟的“缺货月”、“涨价月”。
在華人世界，如欲祭拜亡魂、鬼神，但「線香」取得不易時（於旅人露宿、軍隊行軍或是監獄囚犯等情況），多用隨身攜帶的香菸以替代。著名香港電影《監獄風雲》，即有將菸插在橙上祭祀的畫面。另外，如死者生前為抽菸之癮君子者，其親友也常會以香菸燃燒祭拜之。

## 立法

### 限制吸烟
许多政府对吸烟（尤其是在公共场所）施加了限制。其主要理由是二手烟对健康的负面影响。法律因国家和地区而异。几乎所有国家都有法律限制人们在公共场所吸烟，超过40个国家有全面的无烟法律，几乎禁止在所有公共场所吸烟。

### 年龄限制
| 国家/地区 | 年龄限制 | 具体内容 |
| --------- | -------- | --- |
| 中国大陆  | 18       | 向未成年人出售烟草产品是违法的。任何人在学校或教育场所内都不得吸烟。这些规定的执行力度较弱或未得到执行。                                         |
| 香港      | 18       | 向18岁以下的任何人出售、赠送或以其他方式提供烟草产品是违法的。                                                                                   |
| 臺灣      | 20       | 向20岁以下的人出售或提供烟草是违法的。强迫、引诱或以其他方式导致孕妇吸烟是违法的。孕妇或20岁以下的人吸烟是违法的。对于吸烟的孕妇，没有规定处罚。 |
| 马来西亚  | 18       | 向未成年人出售烟草产品是违法的。 |
| 泰國      | 18       | 任何人不得向未满十八周岁的人处置、出售、交换或赠送烟草产品。                                                                                     |
| 越南      | 18       | 未满18岁的人使用、购买和出售烟草制品是违法的。向未满18岁的人出售和供应烟草制品也是违法的。                                                       |

### 税收
对香烟征税既是为了减少使用，尤其是青少年的使用，也是为了增加税收收入。更高的香烟价格会降低吸烟率。世界卫生组织建议全球香烟税率为售价的四分之三，以防止癌症和其他负面健康影响。

### 广告
许多国家对香烟广告、促销、赞助和营销都有限制。例如，在中国大陆，在大众传播媒介或者公共场所、公共交通工具、户外发布烟草广告是违法的。在加拿大的不列颠哥伦比亚省、萨斯喀彻温省和艾伯塔省，如果未成年人能够进入场所，那么零售店内就不允许展示香烟。在加拿大的安大略省、曼尼托巴省、纽芬兰和拉布拉多省、魁北克省以及澳大利亚首都领地，从2010年开始，无论年龄如何，都禁止展示烟草。这种零售展示禁令也包括雪茄和薄烟卷等非香烟产品。

## 备注
1. ↑  原书[5]:72为1877年，显然印刷错误，四年后是1847年。
2. ↑  1885年的设备每小时2500支加工能力，此处怀疑[谁？]是一天加工3600支。